# (1239) Queteleta
(1239) Queteleta (1932 CB) – planetoida z pasa głównego asteroid okrążająca Słońce w ciągu 4 lat i 129 dni w średniej odległości 2,66 au. Została odkryta 4 lutego 1932 roku w Observatoire Royal de Belgique w Uccle przez Eugène’a Delporte. Nazwa planetoidy pochodzi od Adolphe’a Quételeta (1796–1874), belgijskiego astronoma i matematyka, pierwszego dyrektora Observatoire Royal de Belgique. Przed nadaniem nazwy planetoida nosiła oznaczenie tymczasowe (1239) 1932 CB.